# Pinaleño
Pinaleño (pl.Pinaleños; Nedni "Enemy People", Ndé’indaaí, Nédnaa’í, Southern Chiricahua, Pinery Apache, Ne’na’i) /U američkom prijevodu zovu se Pinery ='narod iz borovih šuma'/ je ogranak Apača, srodni Chiricahuama više nego ijednoj drugoj grupi. Bili su nastanjeni južno od rijeke Gile na planinama Pinaleño Mountains (planinama obraslim borovom šumom), jugoistočna Arizona, oni su međutim često prodirali daleko na jug u Sonoru i Chihuahua-u.
Poznati su po svojoj borbenosti, a ta borbenost okončala je 1883., kada ih je porazila američka vojska pod vodstvom generala Georga Crooka. Otada su smješteni na rezervate San Carlos i Fort Apache gdje se i danas službeno vode pod krivim imenom 'Pinal'. Brojno stanje je nepoznato jer dugo nisu samostalno popisivani kao posebno pleme. Pinaleñose i Pinal Apače često su brkali zbog sličnosti u imenu.

## Vanjske poveznice
- Chapter I. Indians Of Arizona.  Arhivirana inačica izvorne stranice od 11. prosinca 2008. (Wayback Machine)